# Ballonparken
Ballonparken er et tidligere militærområde ved Artillerivej på Islands Brygge i København. I dag er området et kollektivt selvejende boligområde.

## Militæranlæg
Ballonparken er den ældste bebyggelse på Islands Brygge, idet den blev anlagt sommeren 1872, hvor Hærens artilleriafdeling her opstillede en teltlejr. Ti år senere kom de første af de barakker, der stadig findes på området. Barakkerne blev brugt til indkvartering af artillerisoldater, som var under uddannelse. I 1889 blev Artillerivejens Kaserne i sammenhæng med skydebanerne på Amager Fælled og Faste Batteri, siden 1781 havde været anvendt til skydning med kanoner. I 1893 blev de første bagladekanoner testet her, og skydningen blev en permanent gene for de beboere, der fra 1906 og frem flyttede ind i den ny bydel Islands Brygge. Den støjende skydning med kanoner fra dette sted ophørte først fuldstændigt i 1965.

## Ballonstation
I 1889 fik artilleriet sin første ballon, der anvendtes til observation af kanonkuglernes nedslag på Fælleden. I 1917 blev der bygget en ballonhangar (32 x 10 m), og i 1932 overdrog artilleriet Ballonparken til Hærens Flyvertropper. Ballonparken blev da ved Hærloven af 1932 omdannet til en selvstændig afdeling underlagt Generalinspektøren for Hærens Flyvertropper.
Ballonparken bestod af et antal ballonkompagnier, skole samt depot, og havde en årlig rekrutstyrke på cirka 55 mand. Befalingsmænd blev tilkommanderet fra de forskellige våbenarter og forblev tilknyttet hertil, i overtallige numre.
Ballonførere, ballonobservatører (kornetter og officerer) og ballonmestre (underofficerer og befalingsmænd af officiantgruppen) blev uddannet på årlige kurser. Befalingsmænd, som bestod prøverne, kunne efter ansøgning sættes i nummer i Ballonparken.
Rekrutuddannelsen fandt sted ved Ballonparkens øvelseskompagni, hvorefter de blev overført til ballonkompagnierne. Der blev ikke udtaget befalingsmandselever, men egnede frivillige kunne optages på korporalskolen ved Hærens Flyvertropper.

## Et ballonkompagni
Et ballonkompagni bestod af:
- Personel: 8 officerer, 12 underofficerer, 130 menige (cirka) samt et antal teknikere af forskellige grader.

- Ballonmateriel: 1 ballon, samt 1-3 ballonhylstre i reserve. Ballonerne kunne være af type Z (rumfang 850 m3), eller K (rumfang 1.400 m3). Hertil kom 500 brintflasker á 5-6 m3. Hver brintflaske vejede ca. 65 kg. K-ballonerne kunne udrustes med en motorgondol, der havde en 120 hk motor, og som kunne anvendes til at flytte ballonen over længere stræk. Med motorgondol kunne ballonen flyttes med en hastighed på 45 km/t, mens en fyldt ballon kunne flyttes med en hastighed på 6 km/t ved hjælp af kabel- og tendervogn.

- Rullende materiel: 2 spilvogne, 1 tender, 2 personvogne, 10 lette lastvogne 1), 7 tunge lastvogne, 2-3 motorcykler samt et antal påhængsvogne til materiel, benzin med mere.

- Signalmateriel: 3 Felttelefon B eller C, med specialudstyr, 5 Felttelefon E (summer- og induktortelefon), 1 10 linjers veksler (omstillingsbord), 1-2 Elektriske signalstationer, 1 Feltradiomodtager samt 40 Kabeltromle C (500 m kabel, Jylland) eller 30 Kabeltromle D (750 m kabel, Sjælland).

## Bevæbning
Soldaterne i et ballonkompagni var bevæbnet med Gevær M.1889, med knivbajonet. Befalingsmænd, der ikke bar gevær, var udrustet med Pistol M.1910/21.
Til sikring rådede ballonkompagniet over 6 stk. Rekylgevær M.1903/24, i luftværnsstativ.

## Angrebet 29. august 1943
Under Operation Safari 29. august 1943, hvor tyske tropper uden varsel angreb danske militæranlæg, gik det særligt hårdt for sig i Ballonparken, hvor styrken i baraklejren bestod af 5. regiments kanonkompagni (uddannet mandskab), 6. artilleriafdelings 2. batteri (uddannet mandskab) og Artilleriskydeskolens arbejdsmandskab. I teltlejren øst for barakkerne: 17. bataillons 2. kompagni. Ca. 60 befalingsmænd og menige (rekrutter).
I lejren ved Ballonparken var der truffet forberedelser til forsvar bl.a. med to 20mm maskinkanoner samt en 37mm kanon og udsendt patruljer. Da en tysk patrulje ca. kl. 3,30 nærmede sig vagtbygningen i baraklejren og ikke svarede på anråb, blev der åbnet ild. Ilden blev besvaret, og korporal S.H. Michelsen faldt, da han løb mod vagtbygningen. Et forsøg på at opnå forbindelse med tyskerne mislykkedes. Senere udviklede der sig en livlig ildkamp med håndvåben og håndgranater, og herunder trængte de tyske styrker 40–60 m ind i lejren. 
Kl. ca. 4,30 observeredes en tysk kampvogn, der var kørt ca. 80 m ind i lejren. I teltlejren lykkedes det at sætte den enlige tyske kampvogn ud af spillet med et 37mm skud ved kanonrøret; men under ildkampen faldt menig P.V. Olsen og menig A.F. Hansen.
Kl. ca. 5,05 lykkedes det at få forbindelse med Krigsministeriet, der meddelte, at så godt som alle kaserner i byen var besat, og at modstanden kunne standses med det samme. Der søgtes derefter på ny forbindelse med den tyske styrkes fører, og kl. ca. 5,30 standsede ildkampen. Våbnene, hvoraf en del forinden blev ødelagt, afleveredes, og den danske styrke blev interneret. 1 korporal og 2 menige blev dræbt i kampene og mindst én tysk kampvognsfører. Desuden blev en tilfældig civilist dræbt på Artillerivej af tyske kugler. Der blev i 1946 sat en mindesten over de dræbte danskere.

## Lejr for tyske flygtninge
Henimod krigens slutning blev Ballonparkens 30 bygninger i foråret 1945 anvendt til husning af knap 500 tyske flygtninge. Efter et års tid blev flygtningene sendt til lejre i Dragør og Skrydstrup. Hæren bevarede kontrollen med Ballonparken frem til udgangen af 1947. 

## Kollegium
Året efter blev den nødkollegium for boligløse mandlige provinsstuderende, men gradvis blev den et hjemsted for hippier. Indtil 1. maj 1971 blev lejrens (mandlige)studerende overvåget af en inspektør.
Herefter blev lejren erklæret selvstændig, hvorved kvinder også fik mulighed for at bo i den tidligere lejr.

## Selvejende institution
Der bor i dag (2010) ca. 100 vokse og 50 børn på stedet, der siden 1971 har været en selvejende institution med fælles elforbrug. I 2009 overdrog det statslige ejendomsselskab Freja Ejendomme stedet til Fonden Ballonparken.

## Kendte beboere
En række kendte danskere har boet i Ballonparken:
- Henrik Bjelke
- Kjeld Koplev
- Torben Lange
- Kedda Madsen
- Frede Norbrink
- Robert Refby
- Erik Surland
- Preben Wilhjelm
- Finn Thybo Andersen
- Kell Porsfelt
- Poul Godske